# Barbarea hongii
Barbarea hongii är en korsblommig växtart som beskrevs av Al-shehbaz och Guang Yang. Barbarea hongii ingår i släktet gyllnar, och familjen korsblommiga växter. Inga underarter finns listade i Catalogue of Life.